# Come la
Come la è un singolo del DJ italiano The Bloody Beetroots, pubblicato l'11 settembre 2009 come secondo estratto dal primo album in studio Romborama.

## Descrizione
Il brano, realizzato in collaborazione con il rapper Marracash, è diretto a criticare i problemi nati dalla globalizzazione dei mercati e dallo stile "copiamo a più non posso" della Cina. Riguardo a quest'ultima nazione, nel testo viene evidenziato come abbia monopolizzato il mondo: alcune frasi in particolare sono riferite anche alla forma di governo della Cina (Il male è popolare... come la Cina), alla grande recessione (Non dire a me di smettere che c'è crisi, prendo un cartier e lo pago cash no leasing) e a Mao Zedong (Io ho il fattore wow, la Cina ha il fattore Mao, entrambi siamo Up e prima eravamo Down).

## Video musicale
Il video, girato presso il quartiere Corviale di Roma, precisamente all'interno e all'esterno del "Terzo Lotto", mostra scene dei due artisti eseguire il brano con altre di parkour, dove alcuni uomini che indossano la maschera del DJ e tengono in mano un manganello devono riuscire a uscire da un labirinto superando chiunque cerchi di fermarli; alla fine riescono ad uscire e si scopre che quegli uomini (che si tolgono la maschera una volta fuori) sono proprio cinesi.

## Tracce
1. Come la (feat. Marracash) – 2:43